# Арпа
Арпа (јерм. Արփա) или Арпачај (азер. Arpaçay) је планинска река, лева притока Аракса која протиче преко територије Јерменије (Вајотс Џор) и Азербејџана (Нахичеван). 
Извире испод планине Вардени, северном делу Зангезурских планина, на североистоку Вајотс Џора на надморској висини од око 3.000 метара. Укупна дужина водотока од извора до ушћа је 128 km, а површина слива 2.630 km². У горњем делу тока Арпа је типична планинска река препуна брзака чију долину чине уске и дубоке клисуре. Долина је нешто шира у средњем делу тока, док се у доњем делу тока шири у пространу Араратску низију. Нивално-плувијалног је режима. 
Њене воде се углавном искориштавају за наводњавање, тако да нису ретке ситуације да током сушних летњих месеци готово у поптуности пресуши на ушћу. На реци је на територији Јерменије изграђено вештачко Кечутско језеро.
Између Арпе и језера Севан је изграђен 48 km дуг тунел којим се воде ове реке дистрибуирају ка језеру да би се спречила еколошка катастрофа услед наглог опадања ивоа воде у овом језеру.
У горњем делу тока, на обалама ове реке се налази бањски центар Џермук. Рибљи фонд у реци је веома богат (посебно пастрмком) због чега је веома популаран спортски риболов. 